# Edward Komar
Edward Komar (ur. 18 stycznia 1872 w Koprzywnicy, zm. 29 września 1943 w Tarnowie) – polski duchowny rzymskokatolicki, doktor teologii i filozofii, biskup pomocniczy tarnowski w latach 1921–1940, rektor seminarium duchownego w Tarnowie w latach 1921–1936, administrator apostolski diecezji tarnowskiej w latach 1940–1943.

## Życiorys
Urodził się 18 stycznia 1872 w Koprzywnicy w rodzinie Józefa, rolnika, i Anny z Węglewskich. Ukończył Gimnazjum św. Jacka w Krakowie, po czym rozpoczął studia filozoficzno-teologiczne w seminarium duchownym na Stradomiu, które od trzeciego roku kontynuował w Rzymie. Święceń prezbiteratu udzielił mu 9 sierpnia 1897 w Krakowie miejscowy biskup diecezjalny Jan Puzyna. Dalsze studia odbył na Uniwersytecie Gregoriańskim w Rzymie, gdzie uzyskał doktorat z teologii i filozofii.
Po powrocie ze studiów został w 1900 wikariuszem w Morawicy. W latach 1901–1915 piastował stanowisko ojca duchownego w krakowskim seminarium duchownym. W 1915 objął probostwo w Osielcu, a w 1920 w Suchej. W 1921 został ustanowiony dziekanem dekanatu suskiego.
W tym czasie Leon Wałęga, biskup diecezjalny tarnowski, wybrał go na biskupa pomocniczego. Przeciwko jego nominacji oponował minister wyznań religijnych i oświecenia publicznego Maciej Rataj z partii „Piast”, będącej w konflikcie z biskupem Wałęgą, mimo to 16 czerwca 1921 papież Benedykt XV mianował go biskupem pomocniczym diecezji tarnowskiej ze stolicą tytularną Alinda. Święcenia biskupie otrzymał 11 września 1921 w katedrze tarnowskiej. Konsekrował go Leon Wałęga w asyście biskupów krakowskich: diecezjalnego Adama Stefana Sapiehy i pomocniczego Anatola Nowaka. We wrześniu 1921 objął stanowiska wikariusza generalnego i oficjała sądu biskupiego w Tarnowie. Od 1921 do 1936 sprawowanie obowiązków biskupich łączył z urzędem rektora seminarium duchownego w Tarnowie. W tym czasie w związku z wydłużeniem o rok okresu studiów teologicznych rozbudowano gmach seminarium o środkowe skrzydło, poza tym na okres wakacyjnego wypoczynku klerycy otrzymali do dyspozycji willę seminaryjną w Błoniu nad Dunajcem oraz zakupioną przez niego willę Pod krzyżem w Kościelisku. W 1936 objął funkcję prepozyta kapituły tarnowskiej. Odtąd więcej czasu przeznaczał na sprawy ogólnodiecezjalne: wizytacje parafii oraz nadzorowanie działalności instytucji i organizacji kościelnych, w szczególności Akcji Katolickiej i Caritas.
Po śmierci biskupa Franciszka Lisowskiego 5 czerwca 1939 został wybrany na wikariusza kapitulnego, natomiast 24 czerwca 1940 papież Pius XII mianował go administratorem apostolskim diecezji. Pomimo utrudnień ze strony okupanta podtrzymał funkcjonowanie seminarium duchownego, wyświęcając na kapłanów studentów kilku roczników. Zatrudniał księży wysiedlonych z Wielkopolski i Pomorza, a także przybyłych ze wschodu. Podejmował starania o zorganizowanie duszpasterstwa osadzonych w więzieniu w Nowym Wiśniczu i obozie w Pustkowie. Mimo gróźb funkcjonariuszy gestapo nie uległ żądaniom zwołania księży w celu zalecenia im ostrożności przed przystępowaniem do akcji niepodległościowych.
Nie należał do komisji stałych Konferencji Episkopatu Polski. W 1931 był członkiem zespołu opracowującego uchwały synodu plenarnego w Częstochowie w sprawie miejsc świętych i kultu bożego.
Był współkonsekratorem podczas sakr biskupów pomocniczych lwowskich: Franciszka Lisowskiego (1928) i Eugeniusza Baziaka (1933) oraz biskupa pomocniczego przemyskiego Franciszka Bardy (1931).
Zmarł 29 września 1943 w Tarnowie. Został pochowany w podziemiach kaplicy św. Józefa na Starym Cmentarzu w Tarnowie.